# (3635) Kreutz
(3635) Kreutz ist ein die Marsbahn streifender Asteroid, der am 21. November 1981 vom tschechischen Astronomen Luboš Kohoutek am Calar-Alto-Observatorium (IAU-Code 493) in der spanischen Provinz Almería entdeckt wurde.
Der Asteroid wurde am 26. November 2004 nach dem deutschen Astronomen Heinrich Kreutz (1854–1907) benannt, dem Namensgeber der Kreutz-Gruppe von Kometen.